# Open de Suède Vårgårda
Postnord Vårgårda WestSweden (voorheen: Open de Suède Vårgårda) was een jaarlijks wielerevenement voor vrouwen bestaande uit een ploegentijdrit en een wegwedstrijd, in de gemeente Vårgårda in Zweden. De eerste editie was in 2006 en sinds 2008 was er ook een ploegentijdrit. De wedstrijden waren tot 2015 onderdeel van de Wereldbeker en van 2016 tot en met de laatste editie in 2022 maakten ze deel uit van de World Tour.
De wegwedstrijd werd meerdere keren gewonnen door Nederlandse rensters. Marianne Vos is met drie zeges recordhoudster. Een keer won een Belgische: Jolien D'Hoore was in 2015 de beste. In de ploegentijdrit is het record in het bezit van het Duits-Amerikaanse Specialized–lululemon met vier opeenvolgende zeges. Het Nederlandse Boels Dolmans won drie keer en Rabobank-Liv won in 2015.
In 2019 ontstond het plan om vanaf 2021 de beide wedstrijden, samen met de Ladies Tour of Norway, op te laten gaan in een tiendaagse koers Battle of the North door de Scandinavische landen Denemarken, Zweden en Noorwegen. In 2021 trok Vårgårda zich terug uit dit plan en dus bleven de wedstrijden onafhankelijk van elkaar bestaan.
Vanwege de coronapandemie werden de edities van 2020 en 2021 geannuleerd. In augustus 2022 werd de wedstrijd wel weer verreden; Marianne Vos kwam als eerste over de streep, maar werd gediskwalificeerd vanwege een verboden houding (puppypootjes) op de fiets. Dit zou de laatste editie blijken, want in januari 2023 besloot de organisatie om, o.a. vanwege gestegen kosten, de wedstrijd niet meer te organiseren.

## Winnaars

### Wegwedstrijd
| Jaar | Winnaar                              | Tweede                               | Derde                                |
| ---- | ------------------------------------ | ------------------------------------ | ------------------------------------ |
| 2006 | Susanne Ljungskog                    | Nicole Cooke                         | Monica Holler                        |
| 2007 | Chantal Beltman                      | Karin Thürig                         | Noemi Cantele                        |
| 2008 | Kori Seehafer                        | Kimberly Anderson                    | Charlotte Becker                     |
| 2009 | Marianne Vos                         | Kirsten Wild                         | Emma Johansson                       |
| 2010 | Kirsten Wild                         | Adrie Visser                         | Emma Johansson                       |
| 2011 | Annemiek van Vleuten                 | Ellen van Dijk                       | Nicole Cooke                         |
| 2012 | Iris Slappendel                      | Hanka Kupfernagel                    | Marianne Vos                         |
| 2013 | Marianne Vos                         | Emma Johansson                       | Amy Pieters                          |
| 2014 | Chantal Blaak                        | Amy Pieters                          | Roxane Knetemann                     |
| 2015 | Jolien D'Hoore                       | Giorgia Bronzini                     | Tiffany Cromwell                     |
| 2016 | Emilia Fahlin                        | Lotta Lepistö                        | Chantal Blaak                        |
| 2017 | Lotta Lepistö                        | Marianne Vos                         | Leah Kirchmann                       |
| 2018 | Marianne Vos                         | Kirsten Wild                         | Lotta Lepistö                        |
| 2019 | Marta Bastianelli                    | Marianne Vos                         | Lorena Wiebes                        |
| 2020 | niet verreden vanwege Coronapandemie | niet verreden vanwege Coronapandemie | niet verreden vanwege Coronapandemie |
| 2021 | niet verreden vanwege Coronapandemie | niet verreden vanwege Coronapandemie | niet verreden vanwege Coronapandemie |
| 2022 | Audrey Cordon-Ragot                  | Pfeiffer Georgi                      | Valerie Demey                        |

Meervoudige winnaars
| Overwinningen | Renster      | Jaren            |
| ------------- | ------------ | ---------------- |
| 3             | Marianne Vos | 2009, 2013, 2018 |

Overwinningen per land
| Overwinningen | Land                                                 |
| ------------- | ---------------------------------------------------- |
| 8             | Nederland                                            |
| 2             | Zweden                                               |
| 1             | België, Finland, Frankrijk, Verenigde Staten, Italië |

### Ploegentijdrit
| Jaar | Winnaar | Tweede | Derde |
| ---- | --- | --- | --- |
| 2008 | Cervélo Lifeforce Pro Cycling Team Priska Doppmann Karin Thürig Christiane Soeder Carla Ryan                                     | Team Columbia Women Linda Villumsen Ina-Yoko Teutenberg Alexis Rhodes Kimberly Anderson                                                      | Equipe Nürnberger Versicherung Charlotte Becker Suzanne de Goede Christina Becker Marie Lindberg                                                |
| 2009 | Cervélo TestTeam Kristin Armstrong Regina Bruins Carla Ryan Christiane Soeder Kirsten Wild Sarah Düster                          | Team Columbia-HTC Women Kimberly Anderson Chantal Beltman Emilia Fahlin Ina-Yoko Teutenberg Ellen van Dijk Linda Villumsen                   | Team Flexpoint Susanne Ljungskog Mirjam Melchers Loes Gunnewijk Loes Markerink Trine Schmidt Iris Slappendel                                    |
| 2010 | Cervélo TestTeam Charlotte Becker Regina Bruins Iris Slappendel Kirsten Wild                                                     | Team HTC-Columbia Women Judith Arndt Ellen van Dijk Adrie Visser Linda Villumsen                                                             | Nederland Bloeit Liesbet De Vocht Loes Gunnewijk Annemiek van Vleuten Marianne Vos                                                              |
| 2011 | HTC-Highroad Women Judith Arndt Charlotte Becker Amber Neben Ellen van Dijk                                                      | AA-Drink Cycling Team Lucinda Brand Linda Melanie Villumsen Kirsten Wild Trixi Worrack                                                       | Garmin-Cervélo Elizabeth Armitstead Noemi Cantele Sharon Laws Emma Pooley Iris Slappendel                                                       |
| 2012 | Specialized–lululemon Charlotte Becker Amber Neben Evelyn Stevens Ina-Yoko Teutenberg Ellen van Dijk Trixi Worrack               | Orica-AIS Judith Arndt Shara Gillow Loes Gunnewijk Claudia Häusler Alexis Rhodes Linda Villumsen                                             | Rabobank Women Cycling Team Tatiana Antoshina Thalita de Jong Liesbet De Vocht Roxane Knetemann Iris Slappendel Marianne Vos                    |
| 2013 | Specialized–lululemon Ellen van Dijk Evelyn Stevens Lisa Brennauer Trixi Worrack Carmen Small (+ 3' 46) Loren Rowney (DNF)       | Rabobank-Liv/giant Marianne Vos Annemiek van Vleuten Thalita de Jong Lucinda Brand Pauline Ferrand-Prevot (+ 3") Roxane Knetemann (+ 3' 44") | Orica-AIS Emma Johansson Amanda Spratt Melissa Hoskins Shara Gillow Loes Gunnewijk (+ 5' 56") Jessie Maclean (+ 5' 56")                         |
| 2014 | Specialized–lululemon Chantal Blaak Lisa Brennauer Karol-Ann Canuel Evelyn Stevens Trixi Worrack                                 | Rabo-Liv Anna van der Breggen Thalita de Jong Annemiek van Vleuten Marianne Vos                                                              | Boels Dolmans Cycling Team Elizabeth Armitstead Ellen van Dijk Megan Guarnier Christine Majerus                                                 |
| 2015 | Rabo-Liv Lucinda Brand Anna van der Breggen Thalita de Jong Shara Gillow Katarzyna Niewiadoma (+ 2' 59) Moniek Tenniglo (DNF)    | Velocio-SRAM Alena Amialiusik Lisa Brennauer Karol-Ann Canuel Trixi Worrack Elise Delzenne (+ 5' 41) Mieke Kröger (DNF)                      | Boels Dolmans Cycling Team Elizabeth Armitstead Chantal Blaak Christine Majerus Evelyn Stevens Katarzyna Pawlowska (+ 5' 36") Romy Kasper (DNF) |
| 2016 | Boels Dolmans Elizabeth Armitstead Chantal Blaak Karol-Ann Canuel Evelyn Stevens Ellen van Dijk Katarzyna Pawlowska              | Cervélo-Bigla Lisa Klein Lotta Lepistö Ashleigh Moolman Joëlle Numainville Stephanie Pohl Nicole Hanselmann                                  | Rabobank-Liv Woman Shara Gillow Roxane Knetemann Anouska Koster Moniek Tenniglo Anna van der Breggen Marianne Vos                               |
| 2017 | Boels Dolmans Anna van der Breggen Chantal Blaak Karol-Ann Canuel Amalie Dideriksen Amy Pieters Christine Majerus                | Cervélo-Bigla Ashleigh Moolman Lotta Lepistö Cecilie Uttrup Ludwig Lisa Klein Clara Koppenburg Nicole Hanselmann                             | Canyon-SRAM Hannah Barnes Lisa Brennauer Elena Cecchini Mieke Kröger Trixi Worrack Alexis Ryan                                                  |
| 2018 | Boels Dolmans Anna van der Breggen Chantal Blaak Karol-Ann Canuel Amalie Dideriksen Amy Pieters Christine Majerus                | Team Sunweb Lucinda Brand Leah Kirchmann Juliette Labous Floortje Mackaij Pernille Mathiesen Coryn Rivera                                    | Cervélo-Bigla Ashleigh Moolman Lotta Lepistö Cecilie Uttrup Ludwig Ann-Sophie Duyck Clara Koppenburg Emma Norsgaard                             |
| 2019 | Trek-Segafredo Audrey Cordon-Ragot Ellen van Dijk Elisa Longo Borghini Tayler Wiles Ruth Winder Trixi Worrack                    | Canyon-SRAM Alena Amialiusik Alice Barnes Hannah Barnes Elena Cecchini Lisa Klein                                                            | Team Sunweb Lucinda Brand Leah Kirchmann Juliette Labous Floortje Mackaij Pernille Mathiesen Coryn Rivera                                       |
| 2020 | niet verreden vanwege Coronapandemie                                                                                             | niet verreden vanwege Coronapandemie | niet verreden vanwege Coronapandemie |
| 2021 | niet verreden vanwege Coronapandemie                                                                                             | niet verreden vanwege Coronapandemie | niet verreden vanwege Coronapandemie |
| 2022 | Trek-Segafredo Ellen van Dijk Shirin van Anrooij Amalie Dideriksen Audrey Cordon-Ragot Chloe Hosking (DNF) Lauretta Hanson (DNF) | Team SD Worx Chantal van den Broek-Blaak Demi Vollering Christine Majerus Elena Cecchini Kata Blanka Vas                                     | Team DSM Lorena Wiebes Pfeiffer Georgi Floortje Mackaij Esmée Peperkamp Francesca Barale (+ 39") Elise Uijen (DNF)                              |

Meervoudige winnaars
| Overwinningen | Ploeg                                      | Jaren                  |
| ------------- | ------------------------------------------ | ---------------------- |
| 4             | HTC-Highroad Women / Specialized–lululemon | 2011, 2012, 2013, 2014 |
| 3             | Cervélo TestTeam                           | 2008, 2009, 2010       |
| 3             | Boels Dolmans Cycling Team                 | 2016, 2017, 2018       |
| 2             | Trek-Segafredo                             | 2019, 2022             |

2006 · 
2007 · 
2008 · 
2009 ·
2010 ·
2011 ·
2012 ·
2013 · 
2014 · 
2015 · 
2016 · 
2017 · 
2018 · 
2019 · 
2020 · 
2021 · 
2022
World Cup:
1998 · 
1999 · 
2000 · 
2001 · 
2002 · 
2003 · 
2004 · 
2005 · 
2006 · 
2007 · 
2008 · 
2009 · 
2010 · 
2011 · 
2012 · 
2013 · 
2014 · 
2015
World Tour:
2016 · 
2017 · 
2018 · 
2019 · 
2020 · 
2021 ·
2022 ·
2023 ·
2024 ·
2025
Huidige koersen:
Tour Down Under · Cadel Evans Great Ocean Road Race · Ronde van de Verenigde Arabische Emiraten · Omloop Het Nieuwsblad · Strade Bianche · Ronde van Drenthe · Trofeo Alfredo Binda · Classic Brugge-De Panne · Gent-Wevelgem · Ronde van Vlaanderen · Parijs-Roubaix · Amstel Gold Race · Waalse Pijl · Luik-Bastenaken-Luik · Ronde van Chongming · Ronde van het Baskenland · Ronde van Burgos · RideLondon Classique · The Women's Tour · Ronde van Zwitserland · Giro Donne · Tour de France Femmes · Ronde van Scandinavië · Bretagne Classic · Simac Ladies Tour · La Vuelta Femenina · Ronde van Romandië · Ronde van Guangxi
Voormalige koersen:
Philadelphia Cycling Classic · Ronde van Californië · Emakumeen Bira · La Course by Le Tour de France · Open de Suède Vårgårda